# Любівка (Люботин)
Лю́бівка — західний район міста Люботина Харківської області.

## Історія
Назва «Любівка» пішла від прізвища пана Любицького, що мав маєток на північ від Любівки. Пізніше Любівкою почали називати територію навколо колишнього маєтку.
Після побудови однойменної залізничної станції, почали заселятися рідкозаселені до цього райони на південь від власне Любівки (Звіряковка) і цією назвою почали охоплюватися ширші території.

## Сучасність
На сьогодні Любівка являє собою західний край міста Люботин. В Любівці функціонує школа (Люботинська ЗОШ № 3), кілька продуктових крамниць, регулярно курсують автобуси за маршрутом Харків — Любівка.
|                              |  |                     |  |
| Дорога з Люботина до Любівки |  | Залізничний переїзд |  |

## Любівський лісопарк
Перші дерева Любівського лісопарку були висаджені у ранні післявоєнні роки. Серед дерев домінують дуб, клен, липа, акація, береза. В роки Другої Світової війни у лісі, на галявині Партизанка були розстріляні кілька десятків радянських солдат, залишки яких згодом були перевезені до братських могил міста. В парку за радянських часів був розташований піонерський табір «Ластівка», зруйнований місцевими мешканцями протягом 1990-х років. У парку є кілька джерел, навколо яких утворилося болото (права притока річки Люботинка), яке за останні роки все більш розширюється. На сьогодні парк сильно засмічений, на його території діють кілька стихійних сміттєзвалищ.
|                         |  |                     |  |                              |
| В Любівському лісопарку |  | Галявина Партизанка |  | Берези на галявині лісопарку |